# 54e brigade mécanisée
Pour les articles homonymes, voir 54e brigade.
La 54e brigade mécanisée, de son nom complet la 54e brigade mécanisée  autonome nommée d'après l'hetman Ivan Mazepa (en ukrainien : 54-та окрема механізована бригада імені гетьмана Івана Мазепи, abrégé en 54 ОМБр ; numéro d'unité militaire А0693), est une grande unité d'infanterie mécanisée de l'armée de Terre ukrainienne. Elle a été créée en 2014.

## Historique

### Guerre du Donbass
La 54e brigade est mise sur pied en décembre 2014 à Artemivsk, à partir de trois bataillons provenant respectivement de la 30e, 24e brigade mécanisée et la 17e brigade de chars, auxquels a été adjoint le 25e bataillon d'infanterie motorisée.
Elle participe à la guerre du Donbass à partir de 2015, avec notamment les combats dans l'arc de Svitlodarsk en décembre 2016, repoussant une attaque des séparatistes prorusses, contre-attaquant et occupant les positions ennemies. Au cours de cette action, la brigade subit des pertes : 9 morts et 35 blessés, dont 11 volontaires de la Légion géorgienne qui était rattachée à la brigade. La brigade prend une période de repos à l'arrière entre avril et octobre 2017, avant d'être à nouveau déployée dans le Donbass, participant à des affrontements près de Horlivka. En mai 2018, une unité du 25e bataillon mène un raid à travers les lignes ennemies, capturant des éléments de la 7e brigade de fusiliers motorisés de la Garde de la milice populaire de Louhansk.
Le 15 juin 2018, la brigade s'est à nouveau retirée du front de Svitlodarsk, après avoir réussi à éliminer 170 soldats et 19 véhicules et à reconquérir les agglomérations de Hladosove et Travneve. En août 2019, des unités de la brigade mènent une opération éclair contre une installation ennemie. En 2019, le 46e bataillon d'assaut « Donbass »(unité militaire A3220) est affecté à la brigade « Donbass ». Depuis le 6 mai 2020, la brigade porte le nom d'Ivan Mazepa : Mazepa fut un des principaux chefs des cosaques d'Ukraine, allié de la Suède contre la Russie à la bataille de Poltava en 1709. La devise de la brigade, reprise sur son insigne, est une citation de Mazepa.

### Invasion russe de l'Ukraine

#### Bataille de Marïnka(février - juin 2022)
Au moment du déclenchement de l'invasion de l'Ukraine par la Russie, la brigade est stationnée sur la ligne de front de Marïnka en banlieue sud de Donetsk flanquée sur sa gauche par la 56e brigade motorisée à Pisky et la 53e brigade mécanisée à Volnovakha. Toutefois, la 53e brigade se retrouve rapidement en difficulté, les troupes russes ayant percé le front à Volnovakha. Des éléments de la brigade (dont le 3e peloton de la 3e compagnie de chars) arrivent alors en renfort et mènent de violents combats autour de la ville et du village de Novotroitske jusqu'à la mi-mars. Pendant ce temps, les 1er et 2e bataillons de la brigade repoussent plusieurs assauts mécanisés à l'intérieur de Marïnka. Les combats dans la ville se durcissent durant la deuxième quinzaine de mars, les Russes menant des assauts mécanisés. En avril, les forces séparatistes commencent à bombarder massivement la ville avec de l'artillerie. La brigade tient alors une portion du front de Krasnohorivka jusqu'au village de Sodolke tenu par le bataillon Donbass en passant par Marïnka et Novomykhaïlivka. Dans ce village, les forces russes bombardent massivement les positions de la 54e brigade à l'aide des missiles de MLRS, de munitions thermobariques tirées par des lanceurs TOS-1, des mortiers et des pièces de calibre 122mm durant le mois de mai 2022,,,. Au même moment, la ville de Marïnka est le théâtre de violents combats urbains, la 54e brigade tenant ses positions et repoussant les assauts russes, leur infligeant de lourdes pertes,,.

#### Bataille de Siversk(depuis juillet 2022)
En juillet 2022, la brigade est redéployée au nord de l'oblast de Donetsk en amont de la ville de Siversk désormais menacée après la prise de Sievierodonetsk et celle de Lyssytchansk. Après de violents combats à la fin juillet 2022, la 54e brigade parvient à stabiliser la ligne de front entre les villages de Verkhn'okam'jans'ke et d'Ivano-Darivka, moins de 10 km à l'est de Siversk,. A la mi-août 2022, les Russes tentent de progresser du côté des villages de Spirne et Ivano-Darivka sans succès, repoussés par un effort combiné de la 54e brigade et de la 10e brigade d'assaut de montagne positionnées sur son flanc droit,,. En septembre, la contre-offensive de Kharkiv permet d'évacuer la pression sur le nord de Siversk et de récuépérer le village de Bilohorivka le 19 septembre. Toutefois, les 10e et 54e brigades continuent de subir les attaques russes dans le saillant. La pression ne retombe pas les mois suivants ; les Russes lancant régulièrement des attaques alors que plus au sud, c'est cette fois-ci la ville de Bakhmout qui menace de tomber. Le 6 décembre 2022, l'unité a reçu la distinction Pour le Courage et la Bravoure. En décembre également, à la suite d'un mauvais commandement ayant entraîné des pertes, le 46e bataillon d'assaut « Donbass » est officiellemnt intégré à la brigade et devient son 3e bataillon mécanisé, cessant d'exister. Entre février et septembre 2023, des éléments de la brigade emmenés par le 25e bataillon motorisé et soutenus par le bataillon « K-2 » sont déplacés pour soutenir la 10e de montagne qui fait face à de très violents combats dans les villages de Rozdolivka et Fedorivka au nord de Soledar. En juin 2023, ils font face au 137e régiment aéroporté de la 106e division aéroportée de la Garde qui mène des contre-attaques locales. En juillet, la brigade revient à la contre-attaque, avançant du nord en direction de Soledar, infligeant de nombreuses pertes au bataillon BARS-29.
Entre décembre et mars 2024, le 3e bataillon de la 54e brigade est temporairement transféré dans le secteur de Koupiansk, près du village de Synkivka où les Russes sont à l'offensive. En mars 2024, le bataillon « K-2 » repousse un assaut russe sur ses positions près de Siversk, infligeant des pertes à l'unité mécanisée russe. Entre juillet et septembre, le 1er bataillon de fusiliers et le 3e bataillon mécanisé opèrent à Rozdolivka. Le bataillon « K-2 » et le 1er bataillon appuyés par la 118e brigade de défense territoriale continuent de tenir leur position à Verkhn'okam'jans'ke. En dépit des attaques russes et de combats de tranchée parfois brutaux, les Russes ne parviennent pas à s'en emparer.

## Structure

### Ordre de bataille
En 2024, la structure de la brigade est la suivante :

### Matériels
La brigade est équipée de modèles typiques d'avant l'invasion, c'est-à-dire de matériel soviétique :
- Bataillon de chars : T-72B et T-64BV
- Bataillons mécanisés : véhicules blindés BMP-1, BMP-2, MT-LB et MRAP
- Groupe d'artillerie : un bataillon doté d'Obusier D-30 de 122 mm et Obusiers de calibre 130 mm M-56, un bataillon équipé de 2S1 Gvozdika et 2S3 Akatsia, remplacés par des M109 (automoteur d'artillerie) livrés par l'Italie, un bataillon avec des BM-21 Grad
- Compagnie de reconnaissance : véhicules BRDM-2
- Bataillon antiaérien : doté de canons ZU-23-2 montés sur chassis de véhicules T-55 et 9K33 Osa

### Commandants
- 2015-2017 : lieutenant-colonel Volodymyr Horbatyouk
- 2017 : colonel Alekseï Maïstrenko.